# Tour de France 1967
Le Tour de France 1967 est la 54e édition du Tour de France, course cycliste qui s'est déroulée du 29 juin au 23 juillet 1967 sur 22 étapes pour 4 779 km. Le Français  Roger Pingeon remporte l'épreuve grâce à une échappée solitaire lors de la 5e étape courue entre Roubaix et Jambes. Cette édition est marquée aussi par la mort sur les pentes du Mont Ventoux de l'Anglais Tom Simpson.

## Généralités
- Le Tour débute le 29 juin par un prologue de 5,775 km dans la ville d'Angers et se termine le 23 juillet à Paris. C'est la dernière arrivée du Tour de France au vélodrome du Parc des Princes, démoli peu après.
- Il s'agit du premier Tour à commencer par un prologue, étape très courte disputée en contre-la-montre qui permet notamment la présentation des coureurs au public.
- Le Français Raymond Poulidor part favori de l'épreuve mais ne parvient pas à endosser une seule fois le maillot jaune. Il se classe en effet deuxième du prologue, battu de 6 secondes à la surprise générale par l'Espagnol José María Errandonea, puis, quelques jours plus tard, il perd toute chance de victoire finale à la suite d'une chute dans le massif des Vosges au cours de la 8e étape entre Strasbourg et Belfort.
- Les coureurs disputent à nouveau le Tour au sein d'équipes nationales, alors que des équipes de marques avaient été instaurées depuis 1962. 13 équipes de 10 coureurs chacune sont au départ : France (3 équipes), Belgique, Espagne, Italie (2 équipes), Pays-Bas, RFA, Grande-Bretagne et Suisse/Luxembourg.
- Ce Tour est surtout resté dans les mémoires en raison de la mort tragique du Britannique Tom Simpson lors de l'ascension du mont Ventoux durant la 13e étape le 13 juillet entre Marseille et Carpentras. Tom Simpson fut la première victime officielle du dopage sportif. L'étape du lendemain entre Carpentras et Sète est neutralisée par les coureurs qui laissent Barry Hoban (le coureur le plus proche de Tom Simpson) remporter l'étape seul. Le peloton arrive peu après, dans un silence inhabituel, groupé et roulant lentement en occupant toute la largeur de la route, le maillot jaune étant au centre de la première ligne.
- Le Tour est remporté par Roger Pingeon qui doit sa victoire finale notamment à sa longue échappée solitaire lors de la 5e étape courue entre Roubaix et Jambes qui lui permet de prendre le maillot jaune qu'il ne le lâche qu'une seule fois, lors de la 7e. Bien soutenu par Poulidor dans les étapes de montagne et par une équipe de France qui remporte 6 étapes, Pingeon résiste aux assauts du grimpeur espagnol Julio Jiménez, classé deuxième, et du champion italien Felice Gimondi, victime d'une défaillance dans les Pyrénées.
- Le classement des équipes est remporté par l'équipe de France.
- La vitesse moyenne du vainqueur est de 34,756 km/h[1] et celle du Tour de 35,018 km/h.

## Étapes
| Étape,        | Date        | Villes étapes                            |                              | Distance (km)         | Vainqueur d’étape     | Leader du classement général |
| ------------- | ----------- | ---------------------------------------- | ---------------------------- | --------------------- | --------------------- | ---------------------------- |
| Prologue      | 29 juin     | Angers – Angers                          | Contre-la-montre individuel  | 5,775                 | José María Errandonea | José María Errandonea        |
| 1re étape     | 30 juin     | Angers – Saint-Malo                      | Étape de plaine              | 185,5                 | Walter Godefroot      | José María Errandonea        |
| 2e étape      | 1er juillet | Saint-Malo – Caen                        | Étape de plaine              | 180                   | Willy Van Neste       | Willy Van Neste              |
| 3e étape      | 2 juillet   | Caen – Amiens                            | Étape de plaine              | 248                   | Marino Basso          | Giancarlo Polidori           |
| 4e étape      | 3 juillet   | Amiens – Roubaix                         | Étape de plaine              | 191                   | Guido Reybrouck       | Joseph Spruyt                |
| 5e étape (a)  | 4 juillet   | Roubaix – Jambes (BEL)                   | Étape de plaine              | 172                   | Roger Pingeon         | Roger Pingeon                |
| 5e étape (b)  | 4 juillet   | Jambes (BEL) – Jambes (BEL)              | Contre-la-montre par équipes | 17                    | Belgique              | Roger Pingeon                |
| 6e étape      | 5 juillet   | Jambes (BEL) – Metz                      | Étape de plaine              | 238                   | Herman Van Springel   | Roger Pingeon                |
| 7e étape      | 6 juillet   | Metz – Strasbourg                        | Étape de montagne            | 205,5                 | Michael Wright        | Raymond Riotte               |
| 8e étape      | 7 juillet   | Strasbourg – Belfort - Ballon d'Alsace   | Étape de montagne            | 215                   | Lucien Aimar          | Roger Pingeon                |
|               | 8 juillet   | Belfort                                  | Jour de repos                | Journée de repos no 1 | Journée de repos no 1 | Journée de repos no 1        |
| 9e étape      | 9 juillet   | Belfort – Divonne-les-Bains              | Étape de montagne            | 238,5                 | Guido Reybrouck       | Roger Pingeon                |
| 10e étape     | 10 juillet  | Divonne-les-Bains – Briançon             | Étape de montagne            | 243                   | Felice Gimondi        | Roger Pingeon                |
| 11e étape     | 11 juillet  | Briançon – Digne                         | Étape de montagne            | 197                   | José Samyn            | Roger Pingeon                |
| 12e étape     | 12 juillet  | Digne – Marseille                        | Étape de plaine              | 207,5                 | Raymond Riotte        | Roger Pingeon                |
| 13e étape     | 13 juillet  | Marseille – Carpentras                   | Étape de montagne            | 211,5                 | Jan Janssen           | Roger Pingeon                |
| 14e étape     | 14 juillet  | Carpentras – Sète                        | Étape de plaine              | 201,5                 | Barry Hoban           | Roger Pingeon                |
|               | 15 juillet  | Sète                                     | Jour de repos                | Journée de repos no 2 | Journée de repos no 2 | Journée de repos no 2        |
| 15e étape     | 16 juillet  | Sète – Toulouse                          | Étape de plaine              | 230                   | Rolf Wolfshohl        | Roger Pingeon                |
| 16e étape     | 17 juillet  | Toulouse – Luchon                        | Étape de montagne            | 188                   | Fernando Manzaneque   | Roger Pingeon                |
| 17e étape     | 18 juillet  | Luchon – Pau                             | Étape de montagne            | 250                   | Raymond Mastrotto     | Roger Pingeon                |
| 18e étape     | 19 juillet  | Pau – Bordeaux                           | Étape de plaine              | 206,5                 | Marino Basso          | Roger Pingeon                |
| 19e étape     | 20 juillet  | Bordeaux – Limoges                       | Étape de plaine              | 217                   | Jean Stablinski       | Roger Pingeon                |
| 20e étape     | 21 juillet  | Limoges – Clermont-Ferrand - Puy de Dôme | Étape de montagne            | 222                   | Felice Gimondi        | Roger Pingeon                |
| 21e étape     | 22 juillet  | Clermont-Ferrand – Fontainebleau         | Étape de plaine              | 359                   | Paul Lemeteyer        | Roger Pingeon                |
| 22e étape (a) | 23 juillet  | Fontainebleau – Versailles               | Étape de plaine              | 104                   | René Binggeli         | Roger Pingeon                |
| 22e étape (b) | 23 juillet  | Versailles – Paris - Parc des Princes    | Contre-la-montre individuel  | 46,6                  | Raymond Poulidor      | Roger Pingeon                |

## Classements

### Classement général final
| Classement général | Classement général  | Classement général   | Classement général  | Classement général   |
|                    | Coureur             | Pays                 | Équipe              | Temps                |
| ------------------ | ------------------- | -------------------- | ------------------- | -------------------- |
| 1er                | Roger Pingeon       | France               | France              | en 136 h 53 min 50 s |
| 2e                 | Julio Jiménez       | Espagne              | Espagne             | + 3 min 40 s         |
| 3e                 | Franco Balmamion    | Italie               | Primavera           | + 7 min 23 s         |
| 4e                 | Désiré Letort       | France               | Bleuets de France   | + 8 min 18 s         |
| 5e                 | Jan Janssen         | Pays-Bas             | Pays-Bas            | + 9 min 47 s         |
| 6e                 | Lucien Aimar        | France               | France              | + 9 min 47 s         |
| 7e                 | Felice Gimondi      | Italie               | Italie              | + 10 min 14 s        |
| 8e                 | Jos Huysmans        | Belgique             | Belgique            | + 16 min 45 s        |
| 9e                 | Raymond Poulidor    | France               | France              | + 18 min 18 s        |
| 10e                | Fernando Manzaneque | Espagne              | Esperanza           | + 19 min 22 s        |
| 11e                | Hans Junkermann     | Allemagne de l'Ouest | Allemagne           | + 23 min 2 s         |
| 12e                | Willy Monty         | Belgique             | Belgique            | + 23 min 6 s         |
| 13e                | Frans Brands        | Belgique             | Belgique            | + 25 min 8 s         |
| 14e                | Cees Haast          | Pays-Bas             | Pays-Bas            | + 26 min 23 s        |
| 15e                | Franco Bodrero      | Italie               | Primavera           | + 26 min 30 s        |
| 16e                | Noël Van Clooster   | Belgique             | Diables Rouges      | + 26 min 40 s        |
| 17e                | José Samyn          | France               | Bleuets de France   | + 28 min 42 s        |
| 18e                | Ginés García        | Espagne              | Espagne             | + 28 min 56 s        |
| 19e                | André Bayssière     | France               | Coqs de France      | + 29 min 23 s        |
| 20e                | Johnny Schleck      | Luxembourg           | Suisse / Luxembourg | + 32 min 9 s         |
| 21e                | Henri Rabaute       | France               | Bleuets de France   | + 34 min 42 s        |
| 22e                | Giancarlo Polidori  | Italie               | Primavera           | + 36 min 4 s         |
| 23e                | Jean-Claude Lebaube | France               | Coqs de France      | + 37 min 23 s        |
| 24e                | Herman Van Springel | Belgique             | Belgique            | + 37 min 54 s        |
| 25e                | Wim Schepers        | Pays-Bas             | Pays-Bas            | + 38 min 15 s        |
| modifier           |                     |                      |                     |                      |

### Classements annexes finals
| Classement par points | Classement par points | Classement par points | Classement par points | Classement par points |
| --------------------- | --------------------- | --------------------- | --------------------- | --------------------- |
|                       | Coureur               | Pays                  | Équipe                | Point(s)              |
| 1er                   | Jan Janssen           | Pays-Bas              | Pays-Bas              | 154 points            |
| 2e                    | Guido Reybrouck       | Belgique              | Diables Rouges        | 119 pts               |
| 3e                    | Georges Vandenberghe  | Belgique              | Belgique              | 111 pts               |
| 4e                    | Marino Basso          | Italie                | Primavera             | 99 pts                |
| 5e                    | Gerben Karstens       | Pays-Bas              | Pays-Bas              | 98 pts                |
| 6e                    | Felice Gimondi        | Italie                | Italie                | 96 pts                |
| 7e                    | Michel Grain          | France                | Coqs de France        | 94 pts                |
| 8e                    | Roger Pingeon         | France                | France                | 89 pts                |
| 9e                    | Raymond Riotte        | France                | France                | 88 pts                |
| 10e                   | Paul Lemeteyer        | France                | France                | 82 pts                |
| modifier              |                       |                       |                       |                       |

| Classement du Prix du meilleur grimpeur | Classement du Prix du meilleur grimpeur | Classement du Prix du meilleur grimpeur | Classement du Prix du meilleur grimpeur | Classement du Prix du meilleur grimpeur |
| --------------------------------------- | --------------------------------------- | --------------------------------------- | --------------------------------------- | --------------------------------------- |
|                                         | Coureur                                 | Pays                                    | Équipe                                  | Point(s)                                |
| 1er                                     | Julio Jiménez                           | Espagne                                 | Espagne                                 | 122 points                              |
| 2e                                      | Franco Balmamion                        | Italie                                  | Primavera                               | 68 pts                                  |
| 3e                                      | Raymond Poulidor                        | France                                  | France                                  | 53 pts                                  |
| 4e                                      | Felice Gimondi                          | Italie                                  | Italie                                  | 45 pts                                  |
| 5e                                      | Roger Pingeon                           | France                                  | France                                  | 44 pts                                  |
| 6e                                      | Jan Janssen                             | Pays-Bas                                | Pays-Bas                                | 33 pts                                  |
| 7e                                      | Désiré Letort                           | France                                  | Bleuets de France                       | 32 pts                                  |
| 8e                                      | Fernando Manzaneque                     | Espagne                                 | Esperanza                               | 32 pts                                  |
| 9e                                      | Lucien Aimar                            | France                                  | France                                  | 31 pts                                  |
| 10e                                     | Ventura Diaz                            | Espagne                                 | Esperanza                               | 26 pts                                  |
| modifier                                |                                         |                                         |                                         |                                         |

| Classement par équipes | Classement par équipes | Classement par équipes | Classement par équipes |
|                        | Équipe                 | Pays                   | Temps                  |
| ---------------------- | ---------------------- | ---------------------- | ---------------------- |
| 1re                    | France                 | France                 | en 412 h 16 min 54 s   |
| 2e                     | Pays-Bas               | Pays-Bas               | + 38 min 5 s           |
| 3e                     | Primavera              | Italie                 | + 43 min 49 s          |
| 4e                     | Belgique               | Belgique               | + 54 min 15 s          |
| 5e                     | Bleuets de France      | France                 | + 55 min 26 s          |
| 6e                     | Espagne                | Espagne                | + 59 min 31 s          |
| 7e                     | Coqs de France         | France                 | + 1 h 14 min 52 s      |
| 8e                     | Diables Rouges         | Belgique               | + 1 h 31 min 55 s      |
| 9e                     | Esperanza              | Espagne                | + 1 h 34 min 25 s      |
| 10e                    | Italie                 | Italie                 | + 1 h 34 min 30 s      |
| modifier               |                        |                        |                        |

| Classement des points chauds | Classement des points chauds | Classement des points chauds | Classement des points chauds     | Classement des points chauds |
| ---------------------------- | ---------------------------- | ---------------------------- | -------------------------------- | ---------------------------- |
|                              | Coureur                      | Pays                         | Équipe                           | Point(s)                     |
| 1er                          | Georges Vandenberghe         | Belgique                     | Belgique                         | 20 points                    |
| 2e                           | Christian Raymond            | France                       | Bleuets de France                | 16 pts                       |
| 3e                           | Roger Milliot Michel Grain   | France                       | Bleuets de France Coqs de France | 13 pts                       |
| 5e                           | Barry Hoban                  | Royaume-Uni                  | Grande-Bretagne                  | 7 pts                        |
| modifier                     |                              |                              |                                  |                              |

### Évolution des classements
| Étape              | Vainqueur             | Classement général    | Classement par points | Classement de la montagne | Classement des points chauds | Classement par équipes | Classement de la combativité |
| ------------------ | --------------------- | --------------------- | --------------------- | ------------------------- | ---------------------------- | ---------------------- | ---------------------------- |
| 1a                 | José María Errandonea | José María Errandonea | José María Errandonea | Non décerné               | Non décerné                  | Espagne                | Jean-Claude Lebaube          |
| 1b                 | Walter Godefroot      | José María Errandonea | Walter Godefroot      | Jean-Claude Lebaube       | Christian Raymond            | Espagne                | Jean-Claude Lebaube          |
| 2                  | Willy Van Neste       | Willy Van Neste       | Willy Van Neste       | Jean-Claude Lebaube       | Georges Chappe               | Bleuets de France      | Lucien Aimar                 |
| 3                  | Marino Basso          | Giancarlo Polidori    | Marino Basso          | Michel Jacquemin          | Jean-Pierre Genet            | France                 | Raymond Riotte               |
| 4                  | Guido Reybrouck       | Jozef Spruyt          | Gerben Karstens       | Michel Jacquemin          | Jean-Pierre Genet            | France                 | Joseph Spruyt                |
| 5a                 | Roger Pingeon         | Roger Pingeon         | Raymond Riotte        | Michel Jacquemin          | Plusieurs coureurs à égalité | France                 | Roger Pingeon                |
| 5b                 | Belgique              | Roger Pingeon         | Raymond Riotte        | Michel Jacquemin          | Plusieurs coureurs à égalité | France                 | Roger Pingeon                |
| 6                  | Herman Van Springel   | Roger Pingeon         | Gerben Karstens       | Michel Jacquemin          | Plusieurs coureurs à égalité | France                 | Willy Van Neste              |
| 7                  | Michael Wright        | Raymond Riotte        | Raymond Riotte        | Michel Jacquemin          | Georges Vandenberghe         | France                 | Luis Otaño                   |
| 8                  | Lucien Aimar          | Roger Pingeon         | Raymond Riotte        | Guerrino Tosello          | Christian Raymond            | Primavera              | Jesús Aranzabal              |
| 9                  | Guido Reybrouck       | Roger Pingeon         | Guido Reybrouck       | Guerrino Tosello          | Christian Raymond            | Primavera              | Jean-Claude Lebaube          |
| 10                 | Felice Gimondi        | Roger Pingeon         | Guido Reybrouck       | Julio Jiménez             | Christian Raymond            | France                 | Julio Jiménez                |
| 11                 | José Samyn            | Roger Pingeon         | Guido Reybrouck       | Julio Jiménez             | Georges Vandenberghe         | France                 | Georges Chappe               |
| 12                 | Raymond Riotte        | Roger Pingeon         | Guido Reybrouck       | Julio Jiménez             | Georges Vandenberghe         | France                 | Raymond Riotte               |
| 13                 | Jan Janssen           | Roger Pingeon         | Guido Reybrouck       | Julio Jiménez             | Georges Vandenberghe         | France                 | Julio Jiménez                |
| 14                 | Barry Hoban           | Roger Pingeon         | Guido Reybrouck       | Julio Jiménez             | Georges Vandenberghe         | France                 | Barry Hoban                  |
| 15                 | Rolf Wolfshohl        | Roger Pingeon         | Guido Reybrouck       | Julio Jiménez             | Georges Vandenberghe         | France                 | Rolf Wolfshohl               |
| 16                 | Fernando Manzaneque   | Roger Pingeon         | Jan Janssen           | Julio Jiménez             | Georges Vandenberghe         | France                 | Fernando Manzaneque          |
| 17                 | Raymond Mastrotto     | Roger Pingeon         | Jan Janssen           | Julio Jiménez             | Georges Vandenberghe         | France                 | Raymond Mastrotto            |
| 18                 | Marino Basso          | Roger Pingeon         | Jan Janssen           | Julio Jiménez             | Georges Vandenberghe         | France                 | Marino Basso                 |
| 19                 | Jean Stablinski       | Roger Pingeon         | Jan Janssen           | Julio Jiménez             | Georges Vandenberghe         | France                 | Jos van der Vleuten          |
| 20                 | Felice Gimondi        | Roger Pingeon         | Jan Janssen           | Julio Jiménez             | Georges Vandenberghe         | France                 | Felice Gimondi               |
| 21                 | Paul Lemeteyer        | Roger Pingeon         | Jan Janssen           | Julio Jiménez             | Georges Vandenberghe         | France                 | Pietro Scandelli             |
| 22a                | René Binggeli         | Roger Pingeon         | Jan Janssen           | Julio Jiménez             | Georges Vandenberghe         | France                 | Michel Jacquemin             |
| 22b                | Raymond Poulidor      | Roger Pingeon         | Jan Janssen           | Julio Jiménez             | Georges Vandenberghe         | France                 | Michel Jacquemin             |
| Classements finals | Classements finals    | Roger Pingeon         | Jan Janssen           | Julio Jiménez             | Georges Vandenberghe         | France                 | Désiré Letort                |

## Liste des participants

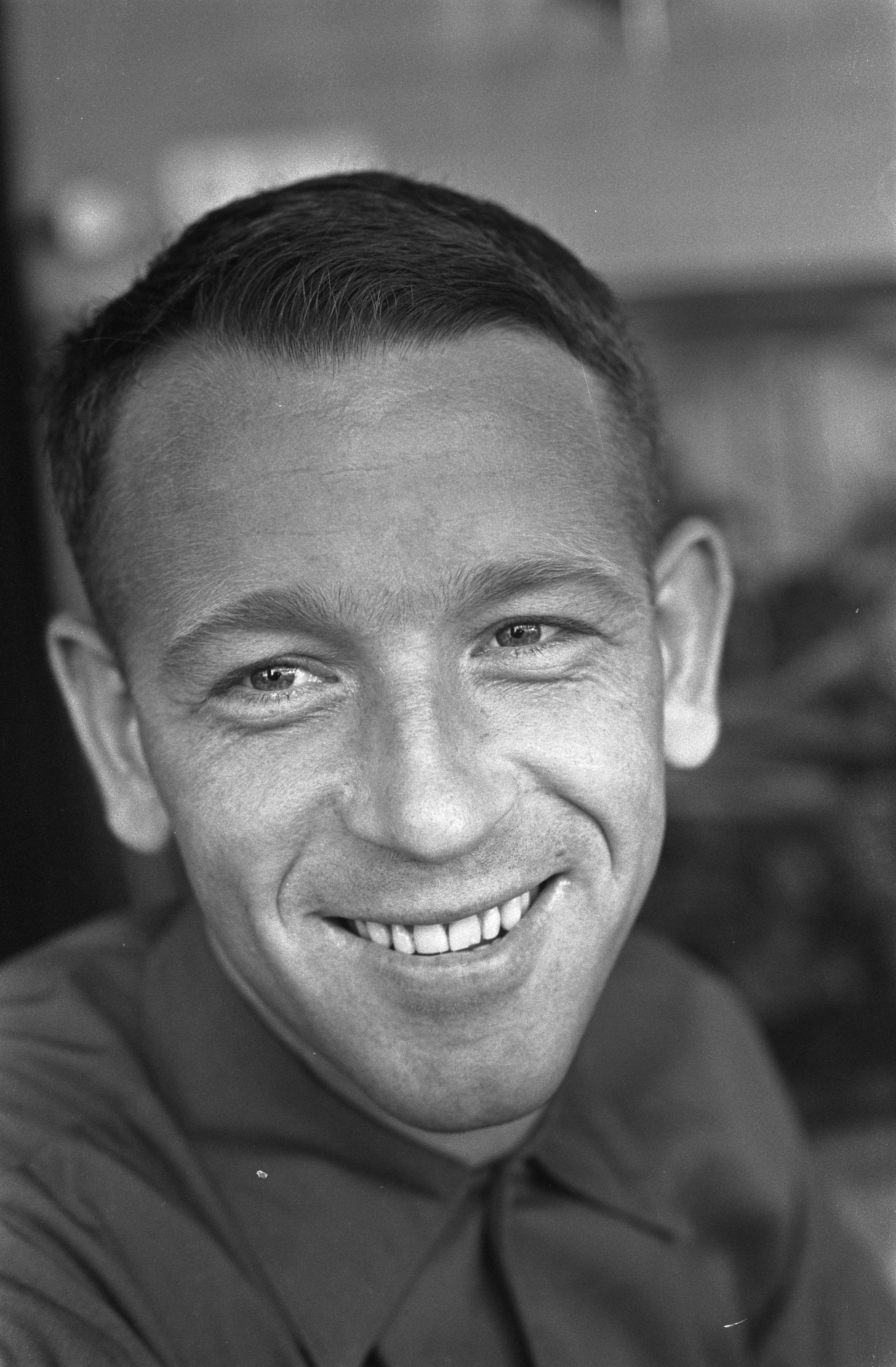
Bas Maliepaard lors du Tour de France 1967.

La liste ci-dessous présente les coureurs inscrits par numéro de dossard.
| Légende | Légende                                                                    | Légende | Légende                                                    |
| ------- | -------------------------------------------------------------------------- | ------- | ---------------------------------------------------------- |
| Num     | Dossard de départ porté par le coureur sur ce Tour                         | Pos     | Position à l'arrivée de la course                          |
|         | Indique un maillot de champion national ou mondial, suivi de sa spécialité | NP      | Indique un coureur qui n'a pas pris le départ de la course |
| AB      | Indique un coureur qui n'a pas terminé la course                           | HD      | Indique un coureur qui a terminé la course hors des délais |

| France                           | France                  | France |
| -------------------------------- | ----------------------- | ------ |
| Num                              | Coureur                 | Pos    |
| 1                                | Lucien Aimar (FRA)      | 6e     |
| 2                                | Édouard Delberghe (FRA) | 83e    |
| 3                                | André Foucher (FRA)     | 46e    |
| 4                                | Jean-Pierre Genet (FRA) | 88e    |
| 5                                | Paul Lemeteyer (FRA)    | 78e    |
| 6                                | Anatole Novak (FRA)     | HD-8   |
| 7                                | Roger Pingeon (FRA)     | 1er    |
| 8                                | Raymond Poulidor (FRA)  | 9e     |
| 9                                | Raymond Riotte (FRA)    | 72e    |
| 10                               | Jean Stablinski (FRA)   | 81e    |
| Directeur sportif : Marcel Bidot |                         |        |

| Allemagne                          | Allemagne              | Allemagne |
| ---------------------------------- | ---------------------- | --------- |
| Num                                | Coureur                | Pos       |
| 11                                 | Winfried Bölke (RFA)   | AB-8      |
| 12                                 | Peter Glemser (RFA)    | AB-12     |
| 13                                 | Hans Junkermann (RFA)  | 11e       |
| 14                                 | Karl-Heinz Kunde (RFA) | AB-2      |
| 15                                 | Horst Oldenburg (RFA)  | HD-2      |
| 16                                 | Wilfried Peffgen (RFA) | AB-13     |
| 17                                 | Dieter Puschel (RFA)   | AB-17     |
| 18                                 | Dieter Wiedemann (RFA) | 52e       |
| 19                                 | Herbert Wilde (RFA)    | 63e       |
| 20                                 | Rolf Wolfshohl (RFA)   | 31e       |
| Directeur sportif : Hans Preiskeit |                        |           |

| Belgique                                                 | Belgique                     | Belgique |
| -------------------------------------------------------- | ---------------------------- | -------- |
| Num                                                      | Coureur                      | Pos      |
| 21                                                       | Frans Brands (BEL)           | 13e      |
| 22                                                       | Jos Huysmans (BEL)           | 8e       |
| 23                                                       | Willy Monty (BEL)            | 12e      |
| 24                                                       | Willy Planckaert (BEL)       | HD-8     |
| 25                                                       | Jozef Spruyt (BEL)           | 47e      |
| 26                                                       | Georges Vandenberghe (BEL)   | 45e      |
| 27                                                       | Martin Van Den Bossche (BEL) | 59e      |
| 28                                                       | Rik Van Looy (BEL)           | AB-7     |
| 29                                                       | Willy Van Neste (BEL)        | AB-11    |
| 30                                                       | Herman Van Springel (BEL)    | 24e      |
| Directeurs sportifs : Frans Cools et Guillaume Driessens |                              |          |

| Espagne                           | Espagne                           | Espagne |
| --------------------------------- | --------------------------------- | ------- |
| Num                               | Coureur                           | Pos     |
| 31                                | Jaime Alomar (ESP)                | AB-12   |
| 32                                | Mariano Díaz (ESP)                | AB-18   |
| 33                                | José María Errandonea (ESP)       | AB-3    |
| 34                                | Ginés Garcia Peran (ESP)          | 18e     |
| 35                                | Julio Jiménez (ESP)               | 2e      |
| 36                                | José Manuel López Rodríguez (ESP) | 33e     |
| 37                                | Luís Otaño (ESP)                  | AB-17   |
| 38                                | Ramón Sáez (ESP)                  | 85e     |
| 39                                | Luis Pedro Santamarina (ESP)      | 49e     |
| 40                                | Valentín Uriona (ESP)             | AB-13   |
| Directeur sportif : Gabriel Saura |                                   |         |

| Grande-Bretagne                 | Grande-Bretagne       | Grande-Bretagne |
| ------------------------------- | --------------------- | --------------- |
| Num                             | Coureur               | Pos             |
| 41                              | Peter Chisman (GBR)   | AB-2            |
| 42                              | Vin Denson (GBR)      | AB-17           |
| 43                              | Peter Hill (GBR)      | AB-5            |
| 44                              | Albert Hitchen (GBR)  | AB-2            |
| 45                              | Barry Hoban (GBR)     | 62e             |
| 46                              | Bill Lawrie (GBR)     | HD-7            |
| 47                              | Colin Lewis (GBR)     | 84e             |
| 48                              | Arthur Metcalfe (GBR) | 69e             |
| 49                              | Tom Simpson (GBR)     | NP-14           |
| 50                              | Michael Wright (GBR)  | AB-11           |
| Directeur sportif : Alec Taylor |                       |                 |

| Italie                                                      | Italie                   | Italie |
| ----------------------------------------------------------- | ------------------------ | ------ |
| Num                                                         | Coureur                  | Pos    |
| 51                                                          | Carlo Chiappano (ITA)    | HD-8   |
| 52                                                          | Ugo Colombo (ITA)        | 34e    |
| 53                                                          | Luciano Dalla Bona (ITA) | 65e    |
| 54                                                          | Adriano Durante (ITA)    | 80e    |
| 55                                                          | Giancarlo Ferretti (ITA) | 68e    |
| 56                                                          | Felice Gimondi (ITA)     | 7e     |
| 57                                                          | Mario Minieri (ITA)      | 87e    |
| 58                                                          | Marcello Mugnaini (ITA)  | AB-13  |
| 59                                                          | Roberto Poggiali (ITA)   | 27e    |
| 60                                                          | Flaviano Vicentini (ITA) | 32e    |
| Directeurs sportifs : Luciano Pezzi et Waldemaro Bartolozzi |                          |        |

| Pays-Bas                          | Pays-Bas                  | Pays-Bas |
| --------------------------------- | ------------------------- | -------- |
| Num                               | Coureur                   | Pos      |
| 61                                | Jo de Roo (NED)           | 76e      |
| 62                                | Cees Haast (NED)          | 14e      |
| 63                                | Hubertus Harings (NED)    | 75e      |
| 64                                | Jan Janssen (NED)         | 5e       |
| 65                                | Gerben Karstens (NED)     | 30e      |
| 66                                | Bas Maliepaard (NED)      | HD-16    |
| 67                                | Henk Nijdam (NED)         | DQ-2     |
| 68                                | Wim Schepers (NED)        | 25e      |
| 69                                | Jos van der Vleuten (NED) | 67e      |
| 70                                | Hubertus Zilverberg (NED) | 71e      |
| Directeur sportif : Wout Wagtmans |                           |          |

| Suisse / Luxembourg                                   | Suisse / Luxembourg    | Suisse / Luxembourg |
| ----------------------------------------------------- | ---------------------- | ------------------- |
| Num                                                   | Coureur                | Pos                 |
| 71                                                    | René Binggeli (SUI)    | 55e                 |
| 72                                                    | Francis Blanc (SUI)    | 86e                 |
| 73                                                    | Rodolf Hauser (SUI)    | HD-8                |
| 74                                                    | Bernard Vifian (SUI)   | 73e                 |
| 75                                                    | Louis Pfenninger (SUI) | 70e                 |
| 76                                                    | Alfred Rüegg (SUI)     | 35e                 |
| 77                                                    | Johny Schleck (LUX)    | 20e                 |
| 78                                                    | Edy Schütz (LUX)       | AB-17               |
| 79                                                    | Willy Spuhler (SUI)    | 79e                 |
| 80                                                    | Karl Brand (SUI)       | 82e                 |
| Directeurs sportifs : Ferdi Kubler et Mathias Clemens |                        |                     |

| Diables rouges                                       | Diables rouges                 | Diables rouges |
| ---------------------------------------------------- | ------------------------------ | -------------- |
| Num                                                  | Coureur                        | Pos            |
| 81                                                   | Walter Godefroot (BEL)         | 60e            |
| 82                                                   | Paul In 't Ven (BEL)           | 43e            |
| 83                                                   | Willy In 't Ven (BEL)          | 51e            |
| 84                                                   | Michel Jacquemin (BEL)         | 77e            |
| 85                                                   | Jean Monteyne (BEL)            | 53e            |
| 86                                                   | Guido Reybrouck (BEL)          | 42e            |
| 87                                                   | Roger Swerts (BEL)             | 54e            |
| 88                                                   | Noël Van Clooster (BEL)        | 16e            |
| 89                                                   | Bernard Van De Kerckhove (BEL) | HD-8           |
| 90                                                   | Victor Van Schil (BEL)         | 28e            |
| Directeurs sportifs : Brick Schotte et Frans Teugels |                                |                |

| Esperanza                      | Esperanza                  | Esperanza |
| ------------------------------ | -------------------------- | --------- |
| Num                            | Coureur                    | Pos       |
| 91                             | Jesús Aranzabal (ESP)      | 50e       |
| 92                             | Eduardo Castelló (ESP)     | AB-16     |
| 93                             | Ventura Diaz (ESP)         | 41e       |
| 94                             | Sebastian Elorza (ESP)     | AB-13     |
| 95                             | José-Ramon Goyeneche (ESP) | AB-13     |
| 96                             | Angel Ibanez (ESP)         | 48e       |
| 97                             | José Manuel Lasa (ESP)     | 74e       |
| 98                             | Fernando Manzaneque (ESP)  | 10e       |
| 99                             | Jorge Marine (ESP)         | 56e       |
| 100                            | Ramón Mendiburu (ESP)      | AB-17     |
| Directeur sportif : José Serra |                            |           |

| Primavera                                               | Primavera                | Primavera |
| ------------------------------------------------------- | ------------------------ | --------- |
| Num                                                     | Coureur                  | Pos       |
| 101                                                     | Franco Balmamion (ITA)   | 3e        |
| 102                                                     | Marino Basso (ITA)       | 64e       |
| 103                                                     | Franco Bodrero (ITA)     | 15e       |
| 104                                                     | Claudio Michelotto (ITA) | 61e       |
| 105                                                     | Guido Neri (ITA)         | AB-11     |
| 106                                                     | Giancarlo Polidori (ITA) | 22e       |
| 107                                                     | Ambrogio Portalupi (ITA) | 58e       |
| 108                                                     | Pietro Scandelli (ITA)   | 44e       |
| 109                                                     | Remo Stefanoni (ITA)     | AB-6      |
| 110                                                     | Guerrino Tosello (ITA)   | AB-11     |
| Directeurs sportifs : Gastone Nencini et Marino Fontana |                          |           |

| Bleuets de France                                     | Bleuets de France       | Bleuets de France |
| ----------------------------------------------------- | ----------------------- | ----------------- |
| Num                                                   | Coureur                 | Pos               |
| 111                                                   | Georges Chappe (FRA)    | 37e               |
| 112                                                   | Fernand Etter (FRA)     | HD-16             |
| 113                                                   | Guy Ignolin (FRA)       | HD-16             |
| 114                                                   | Maurice Izier (FRA)     | 40e               |
| 115                                                   | Désiré Letort (FRA)     | 4e                |
| 116                                                   | Roger Milliot (FRA)     | 66e               |
| 117                                                   | Henri Rabaute (FRA)     | 21e               |
| 118                                                   | Christian Raymond (FRA) | 57e               |
| 119                                                   | José Samyn (FRA)        | 17e               |
| 120                                                   | André Zimmermann (FRA)  | AB-8              |
| Directeurs sportifs : Maurice De Muer et Gaston Plaud |                         |                   |

| Coqs de France                                         | Coqs de France               | Coqs de France |
| ------------------------------------------------------ | ---------------------------- | -------------- |
| Num                                                    | Coureur                      | Pos            |
| 121                                                    | Henry Anglade (FRA)          | AB-6           |
| 122                                                    | André Bayssière (FRA)        | 19e            |
| 123                                                    | Jacques Cadiou (FRA)         | AB-8           |
| 124                                                    | Raymond Delisle (FRA)        | 26e            |
| 125                                                    | Jean Dumont (FRA)            | 38e            |
| 126                                                    | Michel Grain (FRA)           | 39e            |
| 127                                                    | Georges Groussard (FRA)      | HD-8           |
| 128                                                    | Jean-Claude Lebaube (FRA)    | 23e            |
| 129                                                    | Raymond Mastrotto (FRA)      | 36e            |
| 130                                                    | Jean-Claude Theillière (FRA) | 29e            |
| Directeurs sportifs : Raphaël Géminiani et Louis Caput |                              |                |